# مارك تورتيلتوب
مارك تورتيلتوب (بالإنجليزية: Marc Turtletaub) (و. 1946  م) هو كاتب سيناريو، ومنتج أفلام أمريكي.

## التعليم
تعلم في مدرسة الحقوق بجامعة نيويورك ‏، وتعلم في كلية وارتون لإدارة الأعمال، وتعلم في Rutgers Preparatory School ‏
.

## وصلات خارجية
- مارك تورتيلتوب على موقع IMDb (الإنجليزية)
- مارك تورتيلتوب على موقع قاعدة بيانات الفيلم (الإنجليزية)

- مارك تورتيلتوب في قاعدة بيانات الأفلام على الإنترنت